# Ranulf du Merle
Ranulf (ou Raoul) de Merle est un baron anglo-normand du XIIe siècle.

## Biographie
Ranulf de Merle dit aussi du Merle ou de Merlay,  seigneur de Morpeth
 est selon certains historiens fils de Guillaume Ier du Merle,, baron normand du Merle-Raoul,. Mais David X Carpenter considère que la du lien entre la famille de Merlay et celle des du Merle de Basse-Normandie est considérée comme insuffisamment prouvée.
Il fonde en 1129 non loin de Morpeth l’abbaye de Saint Cuthbert, puis, en 1138, l'abbaye cistercienne de Newminster dont le premier abbé est saint Robert de Newminster. 
On ne sait s'il fut quelques années plus tard ce Raoul de Merle (lat. Radulphus de Merlo) à Tripoli)) décrit à la deuxième croisade en Palestine par le chroniqueur Guillaume de Tyr comme de grant sens et moult fet d’armes. Ce Raoul, qui était peut-être seigneur du château de Merle en Palestine, figure parmi les quatre prétendants proposés par Baudouin III de Jérusalem à la princesse Constance d'Antioche qui venait de perdre son premier mari, Raymond de Poitiers, en 1149 et les refusa tous. Raoul de Merle connaît une fin tragique près de Tripoli en 1152 : alors qu’il accompagne Raymond II de Tripoli hors de Tripoli, un groupe d'assassins les attaque et les massacre, probablement à l'instigation de l'épouse de Raymond II de Tripoli, Hodierne de Jérusalem qui trompait son mari.[réf. nécessaire]

## Sources
- (de) Cet article est partiellement ou en totalité issu de l’article de Wikipédia en allemand intitulé « Ralph von Merle » (voir la liste des auteurs).